# Станилов
Станилов — поселок в Клинцовском районе Брянской области, в составе Гулёвского сельского поселения.

## География
Находится в западной части Брянской области на расстоянии приблизительно 11 км на юго-запад по прямой от железнодорожного вокзала станции Клинцы.

## История
Был известен с 1920-х годов.

## Население
Численность населения: 90 человек (1926), 10 человек (2002), 7 человек (2010), 5 человек (2013), 0 человек (2016), 0 человек (2017).
Будет упразднен как фактически не существующий в связи с переселением всех жителей на постоянное место жительства в другие населённые пункты.